# Christelle Dabos
Œuvres principales
- Série La Passe-miroir

Christelle Dabos, née en 1980 en France, est une autrice française de fantasy, essentiellement pour sa tétralogie La Passe-miroir.

## Biographie
Originaire de la Côte d'Azur, Christelle Dabos grandit à Nice dans une famille de musiciens, professeurs au conservatoire : sa mère est harpiste, son père clarinettiste. Son frère est professeur de philosophie.  
Elle compose ses premières histoires sur les bancs de la faculté, puis rejoint Plume d'Argent, une communauté d'auteurs sur Internet. Elle suit une formation de bibliothécaire avant de se consacrer à l'écriture. 
Depuis 2005, elle réside et travaille à proximité de La Louvière en Belgique. Elle s'y installe avec son compagnon, devenu son agent personnel non officiel.

## Carrière littéraire
Christelle Dabos commence à écrire les premières trames de La Passe-miroir en 2007. On lui diagnostique alors un cancer à la mâchoire pour lequel elle subit une lourde opération chirurgicale. Pendant sa convalescence, pour briser son isolement, elle rejoint la plate-forme d'écriture Plume d'Argent. Les contributeurs lui font des retours très positifs sur son récit, ce qui la pousse à  participer au premier concours Roman jeunesse Gallimard, un prix que la maison d'édition a lancé pour fêter les 40 ans de son département jeunesse, en partenariat avec les médias Télérama et RTL.
En 2013, elle est lauréate de ce prix pour le premier tome de La Passe-miroir. Le titre de l'ouvrage, lui est inspiré du Passe-muraille, œuvre littéraire de l'écrivain français Marcel Aymé.
La Passe-miroir narre les aventures d'Ophélie, une héroïne dotée du pouvoir de lire le passé des objets, tout comme de celui de se déplacer d'un endroit à l'autre à travers les miroirs et 21 arches, comme autant de planètes qui composent cet univers de fantasy,.
En 2017, l'autrice  publie le troisième tome de La Passe-miroir aux éditions Gallimard Jeunesse,. La série est comparée par la presse nationale à celle d'Harry Potter de J. K. Rowling ou À la croisée des mondes de Philip Pullman. Les deux premiers ouvrages ont été récompensés du Grand prix de l'Imaginaire dans la catégorie roman jeunesse francophone en 2016. Les trois premiers tomes se sont vendus à cinq cent mille exemplaires en France.
La Passe-miroir aborde différentes thématiques comme le droit à l’erreur, la mémoire ou encore l’identité. Avec son succès et son influence, elle est considérée en 2019 au moment de la parution du quatrième tome de la Passe-miroir comme une autrice de premier plan en matière de littérature pour adolescents.
Sa tétralogie de La Passe-miroir se vendra à plus d'1,3 million d’exemplaires. Il sera traduit en une vingtaine de langues.
En 2022, Christelle Dabos publie Et L'imagination prend Feu. Ce titre fait partie de la collection Secrets d'écriture aux éditions Le Robert. Il s’agit d’un essai sur le cheminement de la création littéraire.
En 2023, Christelle Dabos publie Ici et seulement ici, aux éditions Gallimard Jeunesse, dont l'histoire se déroule dans un collège où les élites font la loi et le harcèlement est commun. L'autrice s'inspire de sa propre expérience adolescente mais incorpore néanmoins quelques éléments surnaturels illustrant les émotions des collégiens. 
L'autrice va parfois à la rencontre d'adolescents pour évoquer son métier d'écrivain,. 
En 2024, elle sort le livre Nous aux éditions Gallimard jeunesse et quitte un peu le genre de la fantasy pour celui de la science-fiction, avec une histoire qui se passe dans un monde où tous les humains ont un Instinct qui les categorise et les guide dans leur action, toujours pour servir la collectivité, Nous.
Elle est également administratrice de la plate-forme d'écriture Plume d'Argent.

## Œuvres

### SérieLa Passe-miroir
1. Les Fiancés de l'hiver, Gallimard Jeunesse, 2013, 528 p.  (ISBN 978-2-07-065376-8)Réédition, Folio, 2016, 608 p. (ISBN 978-2-07-046921-5)
2. Les Disparus du Clairdelune, Gallimard Jeunesse, 2015, 549 p.  (ISBN 978-2-07-066198-5)Réédition, Folio, 2018, 704 p. (ISBN 978-2-07-276303-8)
3. La Mémoire de Babel, Gallimard Jeunesse, 2017, 482 p.  (ISBN 978-2-07-508189-4)Réédition, Folio, 2019, 576 p. (ISBN 978-2-07-282422-7)
4. La Tempête des échos, Gallimard Jeunesse, 2019, 572 p.  (ISBN 978-2-07-509386-6)Réédition, Folio, 2021, 704 p. (ISBN 978-2-07-293724-8)

### Romans indépendants
- Ici et seulement ici, Gallimard Jeunesse, 2023, 256 p.  (ISBN 978-2-07-518789-3)
- Nous, Gallimard Jeunesse, 2024, 576 p.  (ISBN 978-2-07-521180-2)

### Essais
- Et L'imagination prend feu[20], Le Robert, 2022, 192 p.  (ISBN 978-2321017325)

## Distinctions
- 2013 : prix du premier roman jeunesse Gallimard-RTL-Télérama pour Les Fiancés de l'hiver
- 2014 : prix littéraire des collégiens de l'Hérault pour le niveau 4e-3e pour Les Fiancés de l'hiver
- 2014 : prix Elbakin du meilleur roman français pour la jeunesse pour Les Fiancés de l'hiver
- 2016 : grand prix de l'Imaginaire du meilleur roman francophone pour la jeunesse pour Les Fiancés de l'hiver et Les Disparus du Clairdelune